# واقعیت‌های پنهان
واقعیت‌های پنهان: جهان‌های موازی و قوانین عمیق کیهان (به انگلیسی: The Hidden Reality: Parallel Universes and the Deep Laws of the Cosmos) نام چهارمین کتاب برایان گرین، فیزیک‌دان آمریکایی است که در سال ۲۰۱۱ نوشته شده است.
فروش این کتاب طوری بود که در ردهٔ چهارم پرتیتراژترین کتاب‌های نیویورک تایمز قرار گرفت. موضوع این کتاب در مورد دانش ما از جهان‌های موازی است.